# Рінд
Рінд (вірм. Ռինդ) — село в марзі Вайоц-Дзор, на півдні Вірменії. Село розташоване північніше траси Єреван — Степанакерт, за 21 км на захід від міста Єхегнадзор, поруч з селами Чіва, Арені, Арпі та Агавнадзор.
22 липня 2008 р. між 19:45 і 20:45 в селах Єлпін та Рінд були зафіксовані сильний вітер і град. Обсяг нанесеного збитку уточнюється.